# 小向站

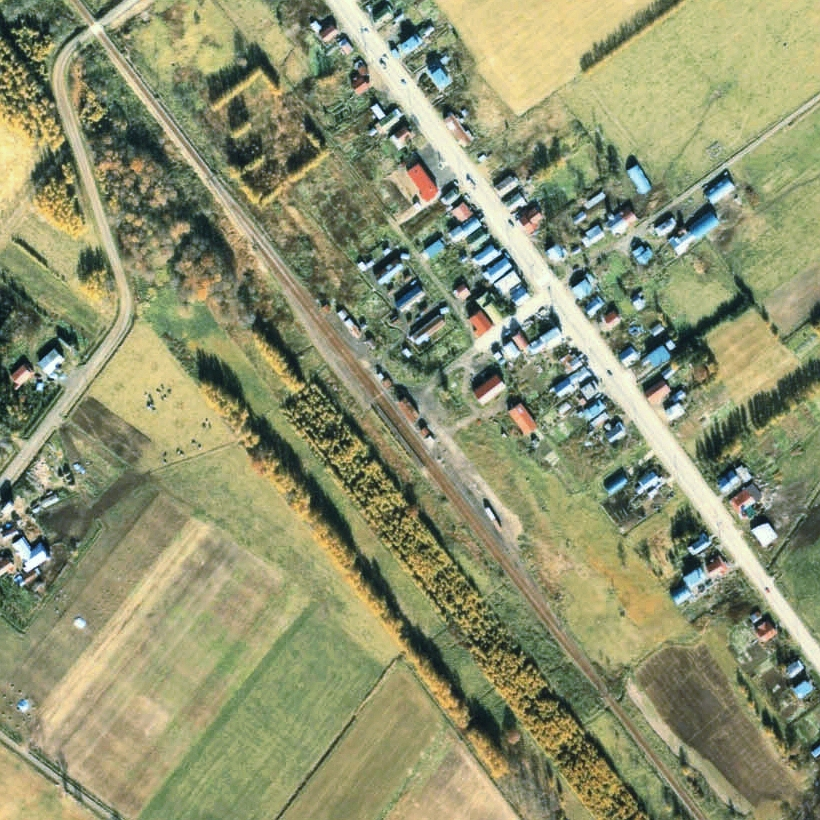
1978年的小向站與方圓約500米範圍。右下方是遠輕方向。圖中是結束處理貨物前的情況。當時設有2面2線的相對式月台，車站大樓旁邊靠近遠輕一方設有貨物月台和引込線。曾經車站後方設有堆場，堆場已經很久沒有使用，還種植了防風雪林。貨物月台也很少使用。

小向站（日语：／ Komukai eki */?）是位於北海道紋別市小向，北海道旅客鐵道（JR北海道）的名寄本線車站（廢站）。隨著名寄本線廢線，車站在1989年（平成元年）5月1日廢除。

## 歷史
- 1921年（大正10年）3月25日 - 鐵道省名寄東線中湧別至興部之間開通，此站啟用。當時為一般車站。
- 1923年（大正12年）11月5日 - 路線名稱改為名寄本線。
- 1949年（昭和24年）6月1日 - 日本國有鐵道成立，成為日本國有鐵道車站。
- 1978年（昭和53年）12月1日 - 結束處理貨物和行李。同時終止檢票和售票業務，旅客業務無人化。但是，運輸要員仍然當值[2]。車票簡易委託化。
- 1986年（昭和61年）11月1日 - 再次開設售票業務。
- 1987年（昭和62年）4月1日 - 伴隨國鐵分割民營化，車站由北海道旅客鐵道（JR北海道）營運。
- 1989年（平成元年）5月1日 - 名寄本線全線廢除，此站也廢除[注 1]。

## 車站構造
截至車站廢除前，車站是一座地面車站，設有2面2線的相對式月台。當時可進行列車交會。車站大樓一方月台北邊和島式月台北邊之間設有站內平交道連接。車站大樓一方的月台（西北方）是下行1號月台，對面的月台是上行2號月台。在1號月台靠近遠輕一方設有路軌分支，連接車站大樓東南方的貨物月台（缺角式月台）和1條貨物側線。
此站是職員配置站。車站大樓位於站內東北方，鄰接下行線月台中央部分。在營業末期再次開設售票業務。長久以來，此站都是無人車站，只有運輸要員當值。當時車票販賣簡易委託化。

## 站名的由來
車站名稱取自所在地名。地名源自阿伊努語的「コムケ・ト」，其意思是彎曲的沼澤。該沼澤是指小向湖（小向沼）。

## 車站周邊
- 國道238號（日语：国道238号）（鄂霍次克國道）[5]
- 小向郵局
- 紋別市立小向小學
- 畑作研究中心
- 小向原生花園[5]
- 小向湖（日语：コムケ湖） - 車站東邊約1.3公里[3]。
- 北海道北見巴士（日语：北海道北見バス）、北紋巴士（日语：北紋バス）「小向」巴士站

## 現況

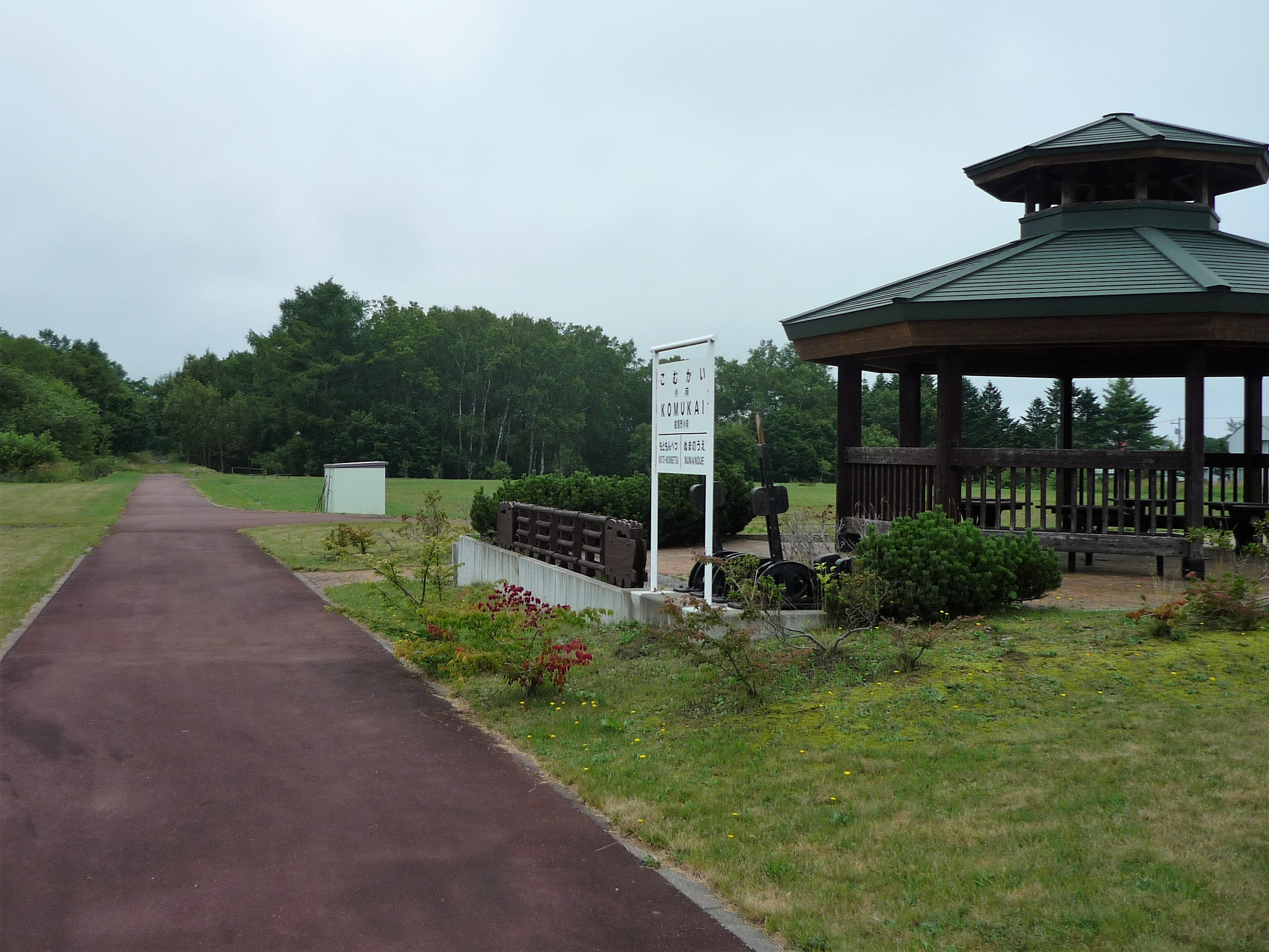
車站遺址（2018年8月）

在廢站後，有一段時期是空地。截至2001年（平成13年）建設了「紋別市小向農業公園」。公園名稱的招牌是呈車票形狀，以表示該處曾經設有一座車站。截至2011年（平成23年）也是同樣，該處設置了一座仿車站大樓、站名牌複制品、模擬月台和聯鎖裝置。在名寄一方至此站之間的路軌遺址建設了未鋪裝的道路。

## 相鄰車站
北海道旅客鐵道（JR北海道）
名寄本線
一本松－小向－弘道

## 注腳